# ابوالفضل حاجی‌زاده
 ابوالفضل حاجی‌زاده  (زاده ۱ شهریور ۱۳۶۰ - تبریز) بازیکن فوتبال ایرانی است. وی سابقه بازی در باشگاه‌های تراکتورسازی، پاس همدان و پرسپولیس را دارد.
شهرت این بازیکن با شروع کار در پرسپولیس و گلی که با پشت پا به پاس تهران زد آغاز شد و پس از یکسال به صبا رفت و مصدوم شد و دیگر در هیچ وقت به آن زمان برنگشت.